# ویلانی (مجارستان)
ویلانی (به مجاری:  Villány) یک منطقهٔ مسکونی در مجارستان است که در ناحیه شیکلوش واقع شده‌است. ویلانی ۲۲٫۰۲ کیلومتر مربع مساحت و ۲٬۵۱۷ نفر جمعیت دارد.

## خواهرخوانده
شهرهای زاماردی و آیسلینگن خواهرخوانده‌های ویلانی (مجارستان) هستند.